# Embalse de El Milagro
El embalse de El Milagro se encuentra localizado en Mirueña de los Infanzones, pertenece a la Cuenca hidrográfica del Duero, y represa las aguas del río Almar.
La presa fue construida en el año 1973 y es de gravedad, proyectada por F. Olivier González. El embalse tiene una superficie de 16 ha, y una capacidad de 1 hm³.